# Goniothalamus tamirensis
Goniothalamus tamirensis là loài thực vật có hoa thuộc họ Na. Loài này được Pierre ex Finet & Gagnep. mô tả khoa học đầu tiên năm 1906.